# 藍朝柱
藍 朝柱（らん ちょうちゅう、Lan Zhaozhu、? - 1864年）は、清末の順天軍の蜂起の指導者。藍大順ともいう。
雲南省大関出身。貧しい労働者であったが、1859年に李永和と兄弟の藍朝鼎とともに「不交租・不納糧」「打富済貧」をスローガンに蜂起して、「副元帥」を称した。順天軍は四川省に入り、叙州を包囲した後、犍為・楽山を占領した。犍為・楽山は製塩業が盛んであったが、塩工たちが順天軍に参加して軍勢はたちまち10数万人に膨れ上がった。1860年の段階で順天軍の活動範囲は40余りの州県に及んだ。李永和と藍朝鼎・藍朝柱は兵力を分け、李永和が犍為・楽山一帯を守り、藍朝鼎・藍朝柱は北上して成都付近の州県を攻略していき、1861年5月より綿州を包囲した。しかし4カ月たっても攻略することができず、四川総督駱秉章が反撃を開始した。藍朝鼎・藍朝柱軍は壊滅し、丹棱に撤退したが、包囲され、藍朝鼎は突破しようとしたところで戦死した。
藍朝柱は残党を率いて陝西省南部に入り、「大漢顕王」を称した。1863年、河南省から太平天国の扶王陳得才の軍が陝西省に入ったため、藍朝柱は漢中でこれに合流し共同作戦をとることとなった。藍朝柱軍は盩厔を占領して西安に迫り、清は西安将軍ドロンガ（多隆阿）を派遣して対処にあたった。しかしこのとき陳得才軍が天京救援のため陝西省から撤退したため、藍朝柱軍は孤立し、ドロンガの攻撃を受けて盩厔は陥落した。藍朝柱は撤退する途中で伏兵に襲われて戦死した。